# Ślizg nakrapiany
Ślizg nakrapiany (ślizg, ślizgowiec nakrapiany) (Lipophrys pholis) – gatunek ryby z rodziny ślizgowatych (Blenniidae).

## Występowanie
Występuje w północnym Atlantyku od wybrzeża  Portugalii do północnej Szkocji, w Morzu Śródziemnym.
Ryba żyjąca w płytkich wodach przy skalistych brzegach, często także w strefie pływów, również na dnie piaszczystym i mulistym. W czasie odpływu zostaje w kałużach, zgłębieniach skalnych i wśród glonorostów.

## Opis
Dorasta maksymalnie do 18 cm. Ciało wydłużone, bocznie spłaszczone. Głowa o pionowym profilu, oczy umieszczone wysoko. Ciało bezłuskie, skóra śluzowata. Płetwa grzbietowe długa, w środkowej części ze stosunkowo małym zatokowym wcięciem, podparta 11–13 twardymi i 18–20 miękkimi promieniami. Płetwa odbytowa podparta 1 twardy i 17–19 miękkimi promieniami. Płetwy piersiowa duża, silna, wachlarzowata. Płetwy brzuszne nitkowate. Płetwa ogonowa zaokrąglona.
Ubarwienie bardzo zmienne. Przeważnie brązowe z zielonymi lub żółtawymi plamami i cętkami. 

## Odżywianie
Odżywia się pokarmem roślinnym i zwierzęcym.

## Rozród
Tarło odbywa się latem. Ikra składana jest pod kamieniami lub w szczelinach skalnych. Ikrą opiekuje się samiec.